# Ayl
Ayl is een plaats in de Duitse deelstaat Rijnland-Palts, en maakt deel uit van de Landkreis Trier-Saarburg.
Ayl telt 1.543 inwoners.

## Bestuur
De plaats is een Ortsgemeinde en maakt deel uit van de Verbandsgemeinde Saarburg.
Sinds 1957 is Ayl in vriendschap verbonden met het Brabantse dorp Gemonde. Jaarlijks vinden er bezoeken tussen de inwoners van beide dorpen plaats. Het bijzondere aan deze situatie is dat Ayl gelegen is op enkele kilometers ten zuiden van Trier en Gemonde enkele kilometers ten zuiden van 's-Hertogenbosch, en dat Trier en 's-Hertogenbosch ook een vriendschapsband hebben.